# Tanac
Tanac (hebreu: תַּעְנַךְ‎; grec antic: Θανάκ o Θαναάχ), o també Ta'anakh i Ti’innik, va ser una ciutat de Palestina, propera a Meguidó. A la Bíblia es diu que era una de les residències reials dels cananeus.
Quan Josuè va conquerir aquells territoris, la va atribuir per sorteig a la Tribu de Manassès, tot i que en un principi no la van poder conquerir, i després va ser donada als levites.
La jutgessa i profetessa Dèbora va entonar un cant de victòria quan els israelites en una batalla van vèncer les tropes del rei Jabin, on parlava de Tanac, davant de la qual hi va haver una batalla decisiva.